# Victoire Rasoamanarivo
Victoire Rasoamanarivo (née à Antananarivo en 1848 et morte le 21 août 1894) est la première Malgache reconnue bienheureuse par l'Église catholique, béatifiée en 1989 par Jean-Paul II.

## Biographie
Victoire Rasoamanarivo est une Laïque malgache née à Antananarivo en 1848, elle vient d'une famille aristocrate très influente.
Elle est la fille de Rainandriantsilavo et de Rambahinoro.
Elle a reçu une formation spirituelle grâce à l'école catholique pour les jeunes filles des sœurs de Saint Joseph de Cluny en 1861. Une formation qui l'a préparée au baptême.Elle se convertit au christianisme à l'âge de 15 ans et demanda le baptême, qui lui fut donné le 1er novembre 1863 à Andohalo. Elle fit sa première communion le 17 janvier 1864 et reçut le sacrement de la confirmation le 11 septembre 1864. Le 13 mai 1864, elle se maria avec Randriaka (fils du Premier ministre) ; le mariage fut célébré vers 22h par le père Finaz. Le 6 septembre 1876, Victoire devient présidente fondatrice du ZMM (Zanak'i Masina Maria ou Filles de la Sainte Vierge).
Lorsqu'en 1883 les missionnaires catholiques furent expulsés de Madagascar, à cause de la guerre franco-malgache, le prêtre d'Andohalo lui confie la mission de soutenir les fidèles catholiques, le sort des églises et des écoles en leurs absences.
Ainsi, elle continua de se dévouer aux pauvres et aux lépreux et contribua à maintenir la foi vivante. Victoire et Frère Raphaël Louis Rafiringa s'occupèrent de l’Église catholique.
Elle fut un exemple héroïque de fidélité dans le mariage, car malgré l'attitude de son mari qui menait une vie de débauche et la rendait malheureuse, elle lui resta fidèle et parvint même à le baptiser le 14 mars 1888, sur son lit de mort.

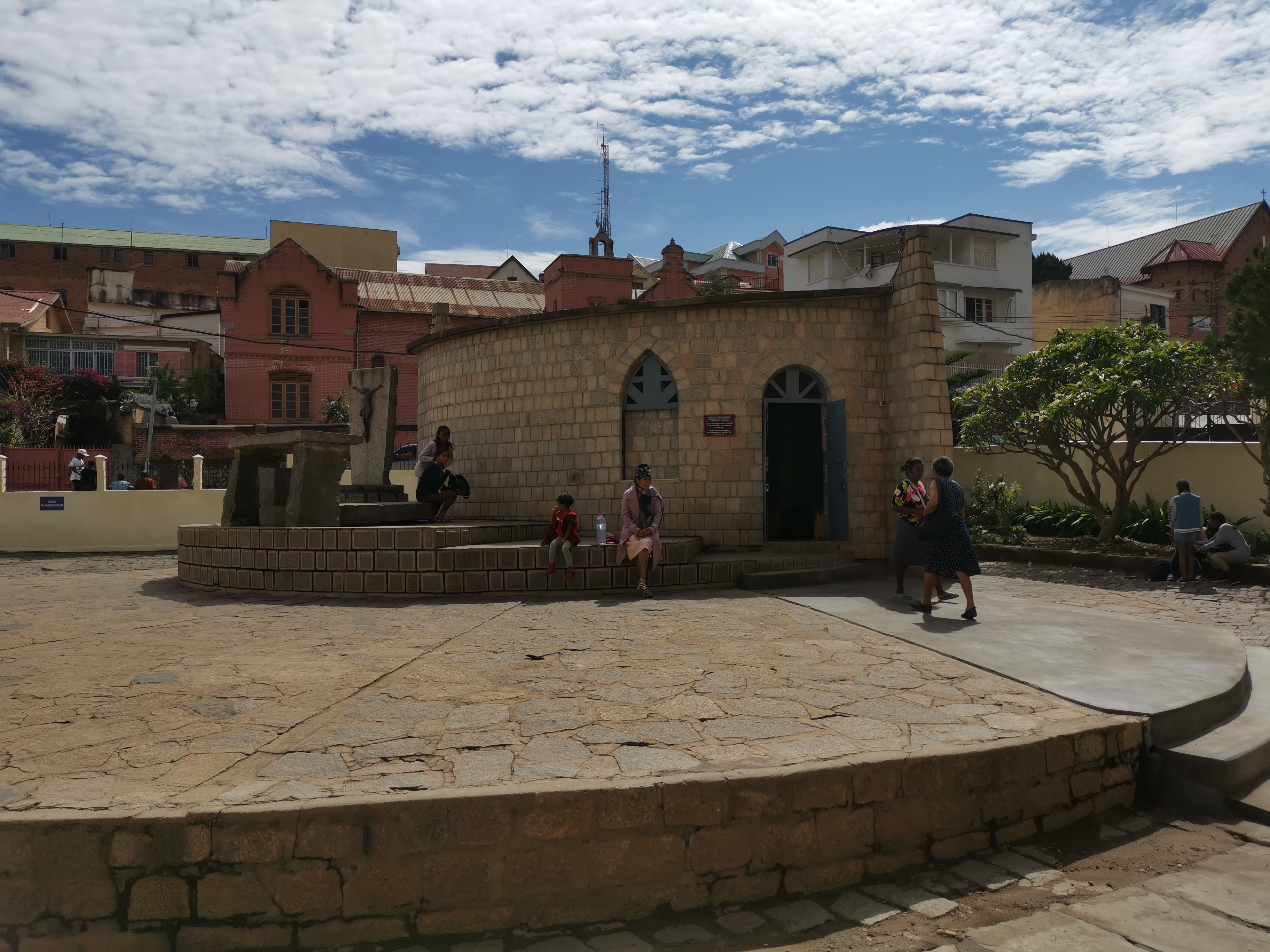
Chapelle

Le 21 août 1894, Victoire décède d'une grave maladie. Elle sera enterrée quatre jours plus tard dans le tombeau de Rainiharo. La dépouille mortelle de Victoire sera d'abord transférée dans le caveau des Missionnaires à Ambohipo en septembre 1961. Puis, le 22 août 1993, s'effectue le transfert définitif de sa dépouille à la chapelle d'Andohalo.

## Béatification et fête
- En 1931, Étienne Fourcadier annonce le processus de béatification de Victoire Rasoamanarivo a été béatifiée par le pape Jean-Paul II le 30 avril 1989 à Antananarivo[3]., une cérémonie assistée par 400 000 personnes,dans la cathédrale d'Andohalo. Le pape Jean Paul II l'a qualifiée comme une vraie missionnaire et un modèle pour les fidèles laïcs d'aujourd'hui[4].
- L’église catholique la célèbre le 21 août[5]